# Aureol
Aurèol (en llatí Aureolus) va ser un usurpador del tron imperial romà cap a l'any 268.
Aurèol havia nascut a Dàcia i era pastor. Es va allistar a l'exèrcit i Valerià I es va adonar de les seves qualitats i el va ascendir. Aurèol li va fer un bon servei en les lluites contra Ingenu (258-260). Després va lluitar contra Macrià (260-261) i Pòstum I (260-268). Quan Valerià I va ser derrotat i empresonat pels perses l'any 260, les legions de les diferents províncies van proclamar emperador a diferents candidats, cadascuna al seu general. L'any 267 Aurèol va ser proclamat August per les legions d'Il·líria i es va apoderar del nord d'Itàlia. El 268 va ser derrotat per Gal·liè, que el va acorralar a Milà . Però l'emperador va ser assassinat pels seus propis soldats mentre assetjava la ciutat. Aurèol no se'n va lliurar, ja que Claudi II el Gòtic va continuar la lluita i en la batalla de Pontirolo, entre Milà i Bèrgam Aurèol va morir. El suposat lloc de la batalla, un pont sobre el riu Adda, es va dir Pons Aureoli, i correspondria a la moderna ciutat de Pontirolo. De totes maneres, les informacions sobre Aurèol, a més de les notícies que dona Pol·lió, es troben al textos d'Aureli Víctor i de Joan Zonaràs, tots ells contradictoris i confosos sobre aquest període.